# Жандаев, Мукатай Жандаевич
Мукатай Жандаевич Жандаев (1 февраля 1916, Российская империя (на территории нынешнего района им. Г.Мусрепова, Северо-Казахстанской области Казахстана) — 20 июня 1998, Алма-Ата, Казахстан) — советский и казахстанский учёный-геоморфолог, доктор географических наук (1970), профессор (1971), заслуженный деятель науки Казахстана (1984).

## Биография
Участник Великой Отечественной войны, лётчик (автор воспоминаний о войне «Записки воздушного стрелка-радиста» и «В небе войны»).
В 1948 году окончил географический факультет Воронежского педагогического института. Заведовал кафедрами географии (1962—1974) и основанной им же в 1974 году кафедры геоморфологии (1974—1991; по другим данным, 1974—1988) в Казахском госуниверситете.
В 1970 году в Азербайджанском госуниверситете им. С. М. Кирова защитил докторскую диссертацию на тему «Геоморфология Заилийского Алатау».
Основные направления исследований — вопросы геоморфологии, геотектоники, методики геоморфологического картирования. Им разработаны новая теория общегеографического значения о возникновении и развитии рек и речных долин, синоптико-геологический метод прогнозирования селевых потоков. Изобрел географические приборы для полевых исследований. Награждён орденами Отечественной войны 1-й степени, Славы 3-й степени.
В 2016 году в издательстве Қазақ Университеті была выпущена книга «Жандаев Мукатай:Өнегелі өмір», приуроченная к 100-летнему юбилею учёного.

## Научные труды
- Геоморфология Заилийского Алатау и проблемы формирования речных долин. — А., 1972.
- Природа Заилийского Алатау. — А., 1978.
- Речные долины. — А., 1984.